# Perisomena
Perisomena é um gênero de mariposa pertencente à família Bombycidae.